# Elinor Fair
Pour les articles homonymes, voir Fair (homonymie).
Elinor Fair (21 décembre 1903 - 26 avril 1957), connue aussi sous les noms de Eleanor Crowe ou Lenore Fair, est une actrice américaine du cinéma muet.

## Enfance
Elle commença à faire des films alors qu'elle était âgée de 13 ans et aurait été une musicienne.

## Actrice du cinéma muet
Quand elle fut une des WAMPAS Baby Stars de 1924,, elle avait déjà tourné dans plusieurs films et possédait une expérience dans le vaudeville.
Elle eut quelques-uns de ses meilleurs rôles par un contrat avec la société de production de Cecil B. DeMille, dans des films comme The Yankee Clipper ou Let 'Er Go Gallegher
Elle fit plusieurs films avec Albert Ray pour le compte de la Fox.
Elle eut aussi des rôles secondaires dans plusieurs parlants, mais elle disparut des écrans à partir de 1934.

## Son mariage avec William Boyd
De 1926 à 1929, elle fut mariée à l'acteur de western William Boyd. Sa demande en mariage fut remarquable et utilisa le tournage d'une scène de Les Bateliers de la Volga, où le personnage joué par William Boyd avoue son amour au personnage joué par Elinor Fair.

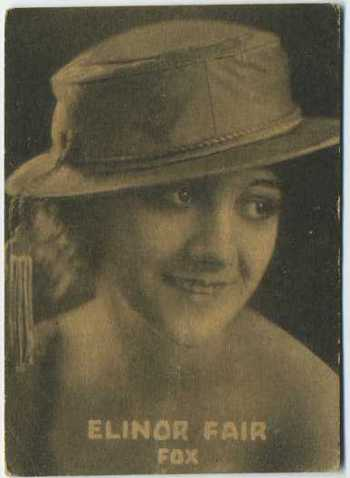
Une tobacco card
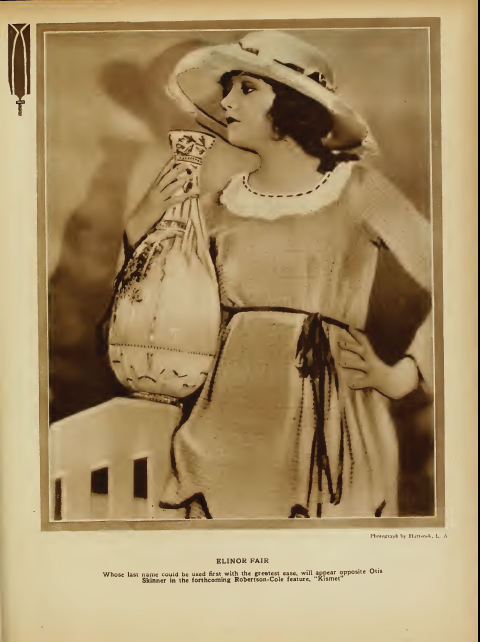
En 1920
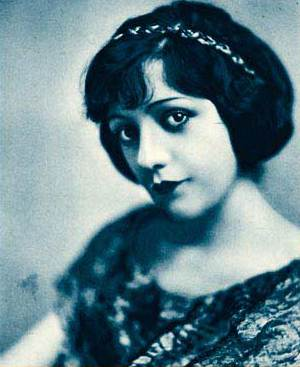
Photo pour Stars of the Photoplay

## Filmographie sélective
- 1916 : The Fires of Conscience d'Oscar Apfel
- 1919 : Le Miracle (The Miracle Man) de George Loane Tucker
- 1921 : Par l'entrée de service (Through the Back Door) d'Alfred E. Green et Jack Pickford
- 1922 : Big Stakes
- 1926 : Le Batelier de la Volga (The Volga Boatman) de Cecil B. DeMille
- 1926 : Jim, The Conqueror
- 1927 : The Yankee Clipper
- 1928 : Let 'Er Go Gallegher d'Elmer Clifton
- 1932 : The Night Rider (en) de Fred C. Newmeyer
- 1934 : Bolero de Wesley Ruggles et Mitchell Leisen (non créditée)
- 1934 : La Course de Broadway Bill (Broadway Bill) de Frank Capra (non créditée)
- 1934 : L'Impératrice rouge (The Scarlet Empress) de Josef von Sternberg (non créditée)